# 1604 год
1604 (ты́сяча шестьсо́т четвёртый) год  по григорианскому календарю — високосный год, начинающийся в четверг. Это 1604 год нашей эры, 4‑й год 1‑го десятилетия XVII века 2‑го тысячелетия, 5‑й год 1600‑х годов. Он закончился 421 год назад.
| Пн | Вт | Ср | Чт | Пт | Сб | Вс |
|    |    |    | 1  | 2  | 3  | 4  |
| 5  | 6  | 7  | 8  | 9  | 10 | 11 |
| 12 | 13 | 14 | 15 | 16 | 17 | 18 |
| 19 | 20 | 21 | 22 | 23 | 24 | 25 |
| 26 | 27 | 28 | 29 | 30 | 31 |    |

| Пн | Вт | Ср | Чт | Пт | Сб | Вс |
|    |    |    |    |    |    | 1  |
| 2  | 3  | 4  | 5  | 6  | 7  | 8  |
| 9  | 10 | 11 | 12 | 13 | 14 | 15 |
| 16 | 17 | 18 | 19 | 20 | 21 | 22 |
| 23 | 24 | 25 | 26 | 27 | 28 | 29 |

| Пн | Вт | Ср | Чт | Пт | Сб | Вс |
| 1  | 2  | 3  | 4  | 5  | 6  | 7  |
| 8  | 9  | 10 | 11 | 12 | 13 | 14 |
| 15 | 16 | 17 | 18 | 19 | 20 | 21 |
| 22 | 23 | 24 | 25 | 26 | 27 | 28 |
| 29 | 30 | 31 |    |    |    |    |

| Пн | Вт | Ср | Чт | Пт | Сб | Вс |
|    |    |    | 1  | 2  | 3  | 4  |
| 5  | 6  | 7  | 8  | 9  | 10 | 11 |
| 12 | 13 | 14 | 15 | 16 | 17 | 18 |
| 19 | 20 | 21 | 22 | 23 | 24 | 25 |
| 26 | 27 | 28 | 29 | 30 |    |    |

| Пн | Вт | Ср | Чт | Пт | Сб | Вс |
|    |    |    |    |    | 1  | 2  |
| 3  | 4  | 5  | 6  | 7  | 8  | 9  |
| 10 | 11 | 12 | 13 | 14 | 15 | 16 |
| 17 | 18 | 19 | 20 | 21 | 22 | 23 |
| 24 | 25 | 26 | 27 | 28 | 29 | 30 |
| 31 |    |    |    |    |    |    |

| Пн | Вт | Ср | Чт | Пт | Сб | Вс |
|    | 1  | 2  | 3  | 4  | 5  | 6  |
| 7  | 8  | 9  | 10 | 11 | 12 | 13 |
| 14 | 15 | 16 | 17 | 18 | 19 | 20 |
| 21 | 22 | 23 | 24 | 25 | 26 | 27 |
| 28 | 29 | 30 |    |    |    |    |

| Пн | Вт | Ср | Чт | Пт | Сб | Вс |
|    |    |    | 1  | 2  | 3  | 4  |
| 5  | 6  | 7  | 8  | 9  | 10 | 11 |
| 12 | 13 | 14 | 15 | 16 | 17 | 18 |
| 19 | 20 | 21 | 22 | 23 | 24 | 25 |
| 26 | 27 | 28 | 29 | 30 | 31 |    |

| Пн | Вт | Ср | Чт | Пт | Сб | Вс |
|    |    |    |    |    |    | 1  |
| 2  | 3  | 4  | 5  | 6  | 7  | 8  |
| 9  | 10 | 11 | 12 | 13 | 14 | 15 |
| 16 | 17 | 18 | 19 | 20 | 21 | 22 |
| 23 | 24 | 25 | 26 | 27 | 28 | 29 |
| 30 | 31 |    |    |    |    |    |

| Пн | Вт | Ср | Чт | Пт | Сб | Вс |
|    |    | 1  | 2  | 3  | 4  | 5  |
| 6  | 7  | 8  | 9  | 10 | 11 | 12 |
| 13 | 14 | 15 | 16 | 17 | 18 | 19 |
| 20 | 21 | 22 | 23 | 24 | 25 | 26 |
| 27 | 28 | 29 | 30 |    |    |    |

| Пн | Вт | Ср | Чт | Пт | Сб | Вс |
|    |    |    |    | 1  | 2  | 3  |
| 4  | 5  | 6  | 7  | 8  | 9  | 10 |
| 11 | 12 | 13 | 14 | 15 | 16 | 17 |
| 18 | 19 | 20 | 21 | 22 | 23 | 24 |
| 25 | 26 | 27 | 28 | 29 | 30 | 31 |

| Пн | Вт | Ср | Чт | Пт | Сб | Вс |
| 1  | 2  | 3  | 4  | 5  | 6  | 7  |
| 8  | 9  | 10 | 11 | 12 | 13 | 14 |
| 15 | 16 | 17 | 18 | 19 | 20 | 21 |
| 22 | 23 | 24 | 25 | 26 | 27 | 28 |
| 29 | 30 |    |    |    |    |    |

| Пн | Вт | Ср | Чт | Пт | Сб | Вс |
|    |    | 1  | 2  | 3  | 4  | 5  |
| 6  | 7  | 8  | 9  | 10 | 11 | 12 |
| 13 | 14 | 15 | 16 | 17 | 18 | 19 |
| 20 | 21 | 22 | 23 | 24 | 25 | 26 |
| 27 | 28 | 29 | 30 | 31 |    |    |

## События
- 1507—1622 — Португало-персидская война. Ряд вооружённых конфликтов между колониалистской Португалией и вассальным Ормузом, с одной стороны, и Сефевидской империей, поддерживаемой англичанами, с другой[1].
- 1511—1641 — Малайско-португальская война. Вооружённый конфликт XVI-XVII веков, в котором Малаккский султанат при поддержке империи Мин, Голландской Ост-Индской компании (с 1607) и Джохора безуспешно сопротивлялся Португальской империи, стремившейся захватить Малакку и установить контроль над торговлей между Индией и Китаем[2].
- 1566—1609 — первый этап Нидерландской буржуазной революции (Восьмидесятилетняя война). Религиозно-идеологическая, политическая и социально-экономическая борьба Семнадцати провинций за независимость от испанского владычества[3].
  - 1601—1604 — закончилась осада Остенде[4].
- 1585—1604 — закончилась Англо-испанская война[5].
  - 18 (28) августа — Лондонский мир завершает англо-испанскую войну[5].
- 1593—1604 — закончилась Долгая война[6].
- 1601—1604 — закончилась Осада испанцами Остенде (Фландрия).
- 1601—1661 — Голландско-португальская война. Вооружённый конфликт, в котором голландские Ост-Индская и Вест-Индская компании воевали по всему миру против Португальской империи[7].
- 1603—1605 — мятеж Лже-Абд ал-Гаффара. Восстание каракалпаков во главе с провозглашенным ими правителем Лже-Абд ал-Гаффар-султаном против Казахского ханства[8].

- 1603—1618 — Турецко-персидская война. Удачна для Ирана[9].
  - 1603—1604 — Аббас I Великий  насильственно депортировал армянское население из Восточной Армении территорию центральной и северной частей Сефевидской Персии[10].
- 1604—1606 — отряды гайдуков приняты на службу венгерским феодалом Иштваном Бочкаи, который привлекал их против Габсбургов и дал им ряд привилегий. В движении участвует Габор Бетлен. Бочкаи освободил от австрийцев значительную часть Венгрии.
- 1604—1611 — первый парламент Якова I не дал ему достаточных средств.
- Речь Якова I на церковной конференции в Гемптон-Корте. Начало преследований пуритан в Англии.
- Магистрат Риги пошёл на уступки бюргерству, допустив представителей гильдии к управлению городскими финансами.
- Компания нормандских купцов положила начало французским колониальным владениям в Канаде.

### Речь Посполитая
- 1604—1605 — Крупные восстания в Речи Посполитой в Корсуне и Брацлаве.
- 1600—1611 — Польско-шведская война[11].
  - 25 сентября — вторая битва у Вейсенштейна (первая 1602 год)[12].
- Сигизмунд III, рассматривая различные варианты подчинения Русского государства в составе Речи Посполитой, возведения на русский престол лица обязанного польскому трону или же польского королевича, начинает негласно поддерживать участие польско-литовских магнатов в авантюрах самозванцев Лжедмитрия I и Лжедмитрия II[11].
  - Март — Лжедмитрий I был принят в Кракове Сигизмундом III. Лжедмитрий тайно перешёл в католицизм. Конец октября — Начало похода Лжедмитрия на Москву.

## Русское государство
Царствование: 1598—1605 — Борис Фёдорович Годунов
- 1598—1613 — Смутное время[13].
- 1604—1605 — неудачный поход Бутурлина в Дагестан[14].
- Неудачная попытка Бориса Годунова устроить династический брак Ксении Борисовны с царевичем Кайхосро, троюродным дядей царя Картли Георгия X[15].
- Осень — Годунов Степан Степанович отправлен послом в Ногайскую Орду с целью привлечения её к возможной войне с Речью Посполитой[16].
- Октябрь — Дмитрий Иванович Шуйский по приказу царя собирает войско для похода к гг. Чернигову и Брянску для отражения вторгшегося в Россию самозванца Лжедмитрия I[17].
- 12 ноября — Дмитрий Иванович Шуйский с войском выступил из Москвы[17].
- Ноябрь-декабрь — Лжедмитрий I во главе наёмного войска вступает в Северскую землю и побеждает 21 (31) декабря) царские войска в битве под Новгородом-Северским[18].
- Конец года — Василий Иванович Шуйский становится главнокомандующим всеми царскими войсками[19].
- Голицын Василий Васильевич возглавил комиссию в Москве по "верстанию и разбору" дворян ряда уездов[20].
- Илейка Муромец поступил в холопы, затем бежал на Терек, где стал чуром (молодым казаком) (см. 1606 год)[21].
- Пожалованы окольничеством: Басманов Иван Фёдорович, Годунов Иван Иванович, Туренин Василий Петрович, Шереметев Пётр Никитич[22].
- Пожалован боярством: Годунов Матвей Михайлович[22].
- В России летом произошли природные катаклизмы — температура опускалась ниже нуля, ледостав на Москве-реке, снег выпал в начале осени.

### Города и поселения
- 25 марта (4 апреля) — по наказу царя, сургутским головою Гавриилом Ивановичем Писемским и тобольским сыном боярским В.Ф. Тырковым, на землях томских татар князя Тояна, начато строительства острога (сов. Томск)[23][24].
  - 27 сентября (7 октября) — завершена постройка острога Томск. С того же года город центр Томского уезда[24].

### Акты и грамоты
- 19 мая — запись о верстании поместными и денежными окладами детей боярских Рязанского архиепископа и о выдаче им жалования[25].

### Руководители приказов
| Года      | Приказ             | Ф,И,О главы                | Примечания                        |
| --------- | ------------------ | -------------------------- | --------------------------------- |
| 1601-1606 | Посольский приказ  | Власьев Афанасий Иванович  |                                   |
| До апреля | Посольский приказ  | Грамотин Иван Тарасьевич   | На время посольства Власьева А.И. |
| 1603-1605 | Поместный приказ   | Грамотин Иван Тарасьевич   |                                   |
| 1603-1604 | Ямской приказ      | Шереметев Пётр Никитич     | Окольничий                        |
| 1598-1605 | Конюшенный приказ  | Годунов Дмитрий Иванович   | Боярин                            |
| 1598-1605 | Большого дворца    | Годунов Степан Васильевич  | Боярин                            |
| 1598-1605 | Аптекарский приказ | Годунов Семён Никитич      | Боярин                            |
| 1603-1604 | Московский судный  | Голицын Василий Васильевич | Боярин                            |

## Начало правления
См. также: Список глав государств в 1604 году
- 1604—1611 — Карл IX, король Швеции.

## Наука и искусство
- 9 октября — первое наблюдение вспышки сверхновой звезды SN1604.
- 1 ноября — трагедия Уильяма Шекспира «Отелло» впервые представлена во дворце Уайтхолл в Лондоне.
- И. Кеплер ввёл в научный оборот термин «фокус» в его современном понимании[30].

## Родились

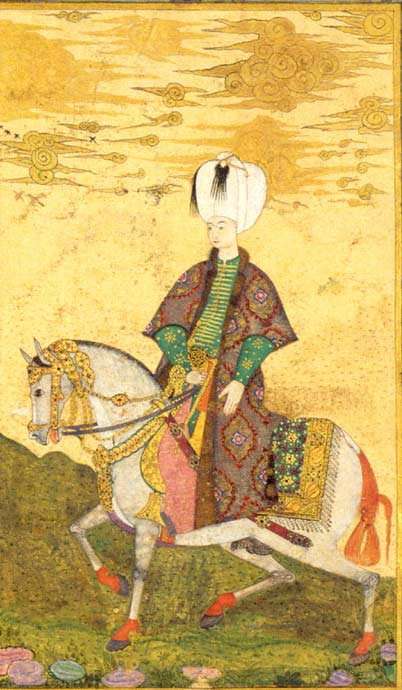
Осман II

См. также: Категория:Родившиеся в 1604 году
- 19 марта — Жуан IV, король Португалии и Альгарвы с 1 декабря 1640 года, 8-й герцог Брагансский, сын Теодора (Теодозиу), герцога Брагансского. Матерью последнего была Екатерина, внучка короля Мануэла I. Основатель королевской династии Браганса.
- Бернхард Саксен-Веймарский — протестантский полководец, участник Тридцатилетней войны. 11-й сын Иоганна III, герцога Саксен-Веймарского и Доротеи Марии Ангальтской. Герцог Франконии с 1633 года.
- Абрахам Босс — французский гравёр, мастер офорта. Его работы предоставляют собой множество изображений церемоний, празднований и жизни простого народа своего времени.
- Иоганн Рудольф Глаубер — немецкий алхимик, аптекарь и врач.
- Иоганн Мориц Нассау-Зигенский — фельдмаршал Соединённых провинций, прозванный «бразилианцем».
- Ислям III Герай — крымский хан в 1644—1654 годах. Сын Селямета I Герая. Правил Крымским ханством в промежутке между двумя правлениями Мехмеда IV Герая[31].
- Джакомо Кариссими — итальянский духовный композитор, усовершенствовавший речитатив и форму кантаты.
- Карл IV — герцог Лотарингии и герцог Бара с 1625 по 1675 год.
- Бен Исраэль Менассе — португальский раввин, каббалист, учёный, писатель, дипломат, издатель, основал в 1626 году в Амстердаме первую еврейскую типографию.
- Осман II — султан Османской империи с 1618 по 1622 год.
- Токугава Иэмицу — сёгун из династии Токугава, правивший Японией с 1623 по 1651 год.

## Скончались

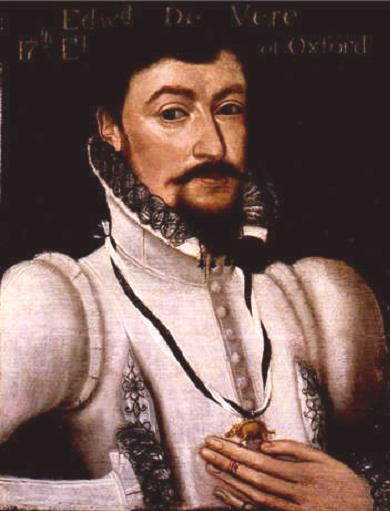
Эдуард де Вер

См. также: Категория:Умершие в 1604 году
- Екатерина де Бурбон — дочь Антуана де Бурбона и Жанны д’Альбре, единственная сестра Генриха Наваррского.
- Иулиания Лазаревская — святая Русской православной церкви.
- Кристина Гессенская — принцесса Гессенская, в замужестве герцогиня Гольштейн-Готторпская, бабушка короля Швеции Густава II Адольфа и основательница дома Гольштейн-Готторп-Романовых.
- Клаудио Меруло — итальянский композитор, органист, нотоиздатель, педагог.
- Фауст Социн — итальянский теолог, основатель антитринитарного движения социниан.
- Хуан Фернандес — испанский мореплаватель и исследователь, в 1563 году за 30 дней доплыл из Кальяо в Перу до Вальпараисо в Чили.
- Эдуард де Вер — английский государственный деятель, 17-й граф Оксфорд, лорд Балбек, Лорд великий камергер в 1562—1604 при дворе королевы Елизаветы I.